# Claude Simon
Claude Simon (Tananarive, Madagaskar, 10. listopada 1913. – Pariz, 6. srpnja 2005.), francuski književnik, autentični predstavnik francuskog novog romana. 
Dobitnik je Nobelove nagrade za književnost 1985. godine.

## Najpoznatija djela
- "Vjetar",
- "Trava",
- "Flandrijska cesta",
- "Georgike".